# Бенедикт XIV
Бенеди́кт XIV (лат. Benedictus PP. XIV, Просперо Лоренцо Ламбертіні, італ. Prospero Lorenzo Lambertini, 31 березня 1675, Болонья — 3 травня 1758, Рим) — 247-ий Папа Римський, понтифікат якого тривав з 17 серпня 1740 по 3 травня 1758 року.

## Церковна кар'єра
Просперо Ламбертіні народився 31 березня 1675 року в Болоньї, в той час другому по величині місті Папської держави. Походить зі збіднілої аристократичної родини. Здобув юридичну й теологічну освіту. Поступив на службу в римську курію. Бенедикт XIII призначив його єпископом Анкони. У 1728 році Ламбертіні став кардиналом. Климент XII призначив Ламбертіні архієпископом Болоньї.

## Понтифікат
17 серпня 1740 року конклав, який уже засідав 6 місяців, обирає Просперо Ламбертіні новим папою римським. Розпочав модернізацію курії, чернечих орденів та обряду таїнств. Був противник єзуїтів, які в той час набрали сили та впливу в Європі. 
 Бенедикт XIV показує себе як прихильник поклоніння Марії у своїй буллі від 27 вересня 1748 року Gloriosae Dominae. Сприяє різним маріїнським організаціям. Запланована булла Mulierem pulchram про непорочне зачаття залишилась неопублікована.
Бенедикт XIV укладає ряд конкордатів з Іспанією, Неаполітанським королівством та Савойським герцогством. У 1745 році публікує буллу «Vix pervenit» де засуджує лихварство. Заснував Римську археологічну академію, а в Римському університеті відкрив відділення хімії, фізики та математики. Підтримував письменників та артистів. В Болоньї створив спеціальний факультет для жінок та анатомічний музей. Листувався з відомими людьми Епохи Просвітництва. Реставрував римські пам'ятники й будував нові, за що був шанований не тільки в Римі, а й за його межами.